# Johan Agrell

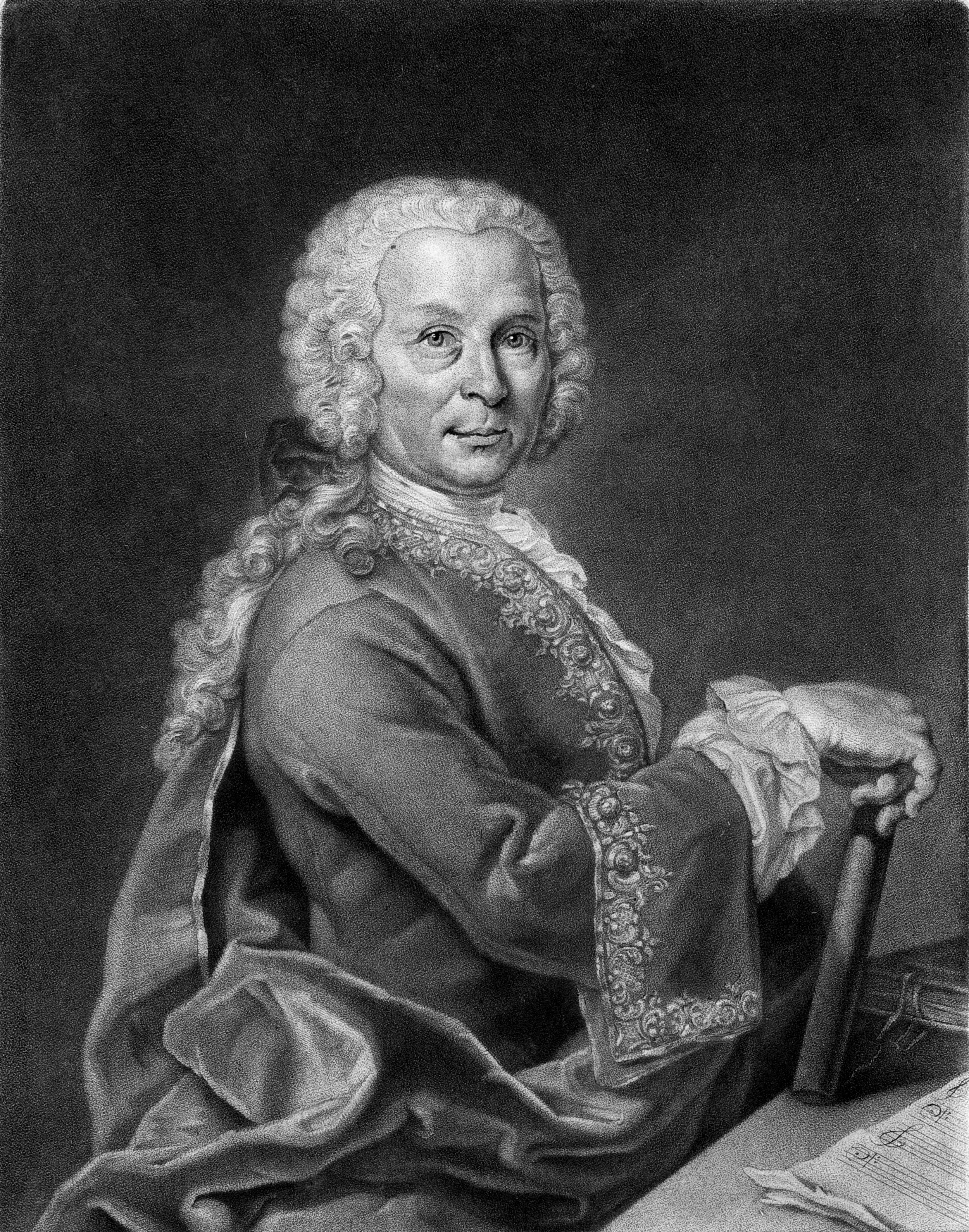
Johan Agrell

Johan Joachim Agrell (* 1. Februar 1701 in Löth in Östergötland; † 19. Januar 1765 in Nürnberg) war ein schwedischer Komponist und Kapellmeister.

## Leben
Johan Agrell, Sohn eines Pfarrers, erhielt eine erste musikalische Ausbildung während seines Studiums in Uppsala. Um 1723 wurde er als Violinist und Cembalist in die Kapelle des Prinzen Maximilian von Hessen-Kassel, des Bruders des damaligen schwedischen Königs Friedrich I. von Hessen-Kassel, berufen. Dieser führte eine aufwändige Hofhaltung auf Schloss Jesberg bei Kassel. Dort lernte Agrell neben Pietro Locatelli und Jean-Marie Leclair unter anderem auch Johann Sebastian Bach kennen. Aufgrund zunehmender finanzieller Schwierigkeiten seines Dienstherrn war er daneben auch immer wieder in der Hofkapelle zu Kassel tätig.
1746 wurde Agrell zum „Director Chori Musici“, d. h. zum Leiter der Ratsmusik („Musikchor“), der Freien und Reichsstadt Nürnberg bestellt. Hier gehörte zu seinen Aufgaben neben der Leitung der Ratsmusik und des Chores der Frauenkirche bei regelmäßigen Konzerten und zu festlichen Anlässen insbesondere auch die Komposition aller Arten von Gelegenheitsmusiken. In Nürnberg lernte er auch die Verleger seiner Werke, Johann Ulrich Haffner und Balthasar Schmid kennen. Agrell wirkte bis zu seinem Tod fast zwanzig Jahre lang in der Position des Musikdirektors der Reichsstadt.
Agrell ist stilistisch dem Barock zuzuordnen. Seine erhaltenen Werke umfassen vor allem Instrumentalmusik, die durch ihre gefällige, nicht allzu anspruchsvolle Musizierweise seinerzeit sehr populär waren. Werke von ihm finden sich in Musikbibliotheken von Schweden über England bis nach Süddeutschland. 1738 führte Antonio Vivaldi eine seiner Sinfonien in Amsterdam auf. Agrells wohl ursprünglich reichlich vorhandene Vokalwerke galten als endgültig verloren. Tatsächlich finden sich aber in der Sammlung Bösenrode, der Quellensammlung aus den Thüringer Dörfern Berga und Bösenrode, die seit 1920 in der SUB Göttingen lagert, neun acapella-Motetten mit der Zuschreibung „di Agrell“. Einige dieser Motetten wurden von der Georg-Friedrich-Einicke-Gesellschaft ediert und im Oktober 2022 aufgeführt.
In seiner Musik orientierte sich Agrell in seinen frühen Jahren stark an der damals modernen italienischen Musik, insbesondere an Vivaldi. Später nahm er, wie auch beispielsweise Telemann, zunehmend Elemente der Vorklassik, insbesondere der Mannheimer Schule in seine Musik auf. Einen gewichtigen Beitrag lieferte Agrell zur Entwicklung des sog. „bürgerlichen Klavierkonzerts“ sowie zur Ablösung der Sinfonie von der Oper und deren Entwicklung hin zur selbständigen Musikform.

## Werke (Auswahl)

### Werke mit Opuszahl
- Op. 1: VI Sinfonie a quattro cioè Violino primo, Violino secondo, Alto Viola, e Cembalo o Violoncello, con Corni da Caccia, Trombe, Oboe, Flauti dolci e traversi ad Lib: come anche la I:ma e II:da Sinfonia con Timpani (Nürnberg, 1746) OCLC 552293224 RISM ID: 990000422
- Op. 2: Six Sonatas or Duets for two German Flutes or Violins composed in a pleasing fine Taste by Sig.r Giovanni Aggrell Federico Aurelli Leonardo Vinci (London)
- Op. 2: Sei Sonate per il Cembalo solo accompagnate da alcuni Ariette Polonesi e Menuetti (Nürnberg, 1748; London)
- Op. 3: III Concerti a Cembalo obligato, Violino I:mo Violono II:do Alto Viola e Violoncello (Nürnberg)
- Op. 3: Six Sonatas for two German Flutes or Violins with a thorough Bass for the Harspichord or Violoncello (London)
- Op. 4: III Concerti a Cembalo obligato, Traverso o Violino concertato, Violino I:mo Violino II:do Alto Viola, Violoncello e Basso ripieno (Nürnberg) RISM ID: 990000426 (Digitalisat bei der Det Kongelige Bibliotek på Slotsholmen)

### Weitere Werke
- Concerti a cembalo obligato mit Streichern (F-, D-, D-, A-, A-, B-, D-, Dur)
- Oboenkonzert B-Dur
- Konzert für Flöte und Cembalo H-Dur
- Konzert für Violine und Orchester D-Dur
- Sinfonien A-Dur, D-Dur, b-Moll, B-Dur u. a.
- weitere Werke in Handschriften